# Mosel·la (departament)
|  | Aquest article tracta sobre el departament francès. Si cerqueu el riu afluent del Rin, vegeu «Mosel·la». |

La Mosel·la (57) (en francès: Moselle) és un departament francès situat a la regió del Gran Est. De 1871 a 1918 va estar annexada a l'Imperi alemany com a part de l'Alsàcia-Lorena.

## Geografia
El departament de Mosel·la limita a l'est amb el Baix Rin, al sud-oest amb Meurthe i Mosel·la, al nord-oest amb Luxemburg i al nord-est amb Alemanya (estats federats de Saarland i Renània-Palatinat).
Les ciutats principals, a més de la capital Metz, són Boulay-Moselle, Château-Salins, Forbach, Sarrebourg, Sarreguemines i Thionville.
El sòl presenta moltes cadenes de pujols d'altures desiguals de 100 a 195 m i unes estan rematades de boscos i unes altres només produeixen ginestes i falgueres, i alguns altiplans es dediquen al cultiu.
Situat gairebé exclusivament el departament del Mosel·la sobre la conca del riu al qual deu el seu nom, no té més que un sol pendent general de sud a nord i el riu Mosel·la corre per aquest en direcció del pendent general de sud a nord i passa per les poblacions de Metz i Thionville, sense rebre un altre afluent notable més que el Seille.

### Fauna
En els boscos, hi ha molta caça major i són menys abundant en llops, guineus, mosteles, teixons i gats *montesos, amb pocs senglars.
En el riu Mosel·la, abunden el barb, l'anguila, la tenca, l'esturió comú, la carpa i tota classe de peixos blancs. Al Sarre i també en el Mosel·la es pesquen salmons i llamprees. Els crancs del Sarre són molt apreciats. També en el Mosel·la es cria la breca, peix petit, les escates argentines del qual serveixen per a fabricar les perless falses.
El departament del Mosel·la ofereix molts avantatges a la cria d'abelles, i la mel del Mosel·la és molt apreciada, malgrat no igualar la de Narbona.

### Flora
L'arbre predominant als boscos locals és el roure.

## Demografia
Mosel·la és un departament densament poblat, el desenvolupament industrial del qual ha fet aparèixer nombroses ciutats mitjanes. A part de Metz, la ciutat principal que té una llarga història, i l'aglomeració de la qual s'estén cada vegada més al llarg del Mosel·la, altres grans aglomeracions són Thionville i Forbach, que deuen la seva importància a l'hulla i a la siderúrgia. És el que explica també la reculada d'aquestes ciutats a partir dels anys 1970, amb la desindustrialització. Thionville sembla avui haver aconseguit la seva reconversió i trobat el creixement (la ciutat es beneficia de la seva proximitat amb el Gran Ducat de Luxemburg, que proporciona nombrosos llocs de treball). L'oest de la seva aglomeració, així com l'aglomeració de Forbach, estan encara en una relativa decadència.
| 1906    | 1911    | 1921    | 1926      | 1931      | 1936      | 1946      |
| ------- | ------- | ------- | --------- | --------- | --------- | --------- |
| --      | --      | 589.120 | 633.461   | 693.408   | 696.246   | 622.145   |
| 1954    | 1962    | 1968    | 1975      | 1982      | 1990      | 1999      |
| 769.388 | 919.412 | 971.314 | 1.006.373 | 1.007.189 | 1.011.302 | 1.023.447 |

## Història

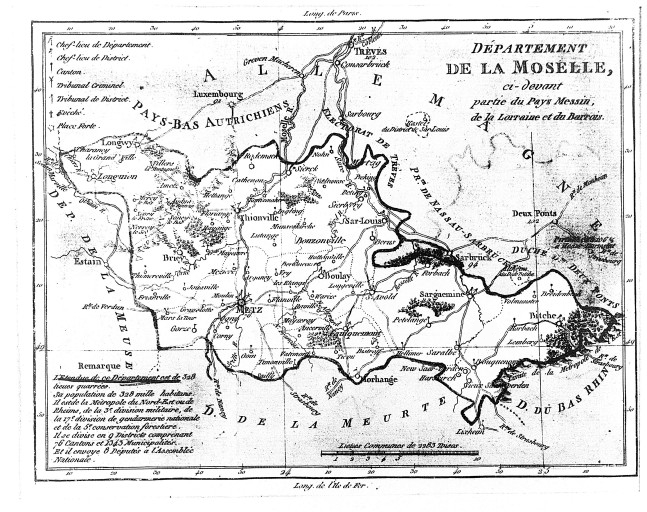
Mapa del departament de Mosel·la, entre 1790 i 1795, poc després de la seva creació

Evolució dels departaments d'Alsàcia i Lorena

Mosel·la va ser un dels 83 departaments creats durant la Revolució Francesa, el 4 de març de 1790 en aplicació de la Llei de 22 desembre 1789, amb la major part del nord de la província de Lorena. Un dels primers prefectes va ser el comte de Vaublanc el 1805-1814. El departament va patir diversos ajustaments de frontera fins al 1815, ja que les ciutats actualment alemanyes de Saarbrücken i Saarlouis n'eren membres fins a 1795. El departament es va dividir en quatre districtes: Metz (capital del departament), Briey, Sarreguemines i Thionville.
Aquest departament va desaparèixer el 18 de maig de 1871 després del tractat de Frankfurt, pel qual el nou Imperi alemany, proclamat el 18 de gener passat al Saló dels Miralls de Versalles, se'n va annexar la major part juntament amb una part del departament de Meurthe i Vosges. Només l'extrem oest de Mosel·la (l'actual districte de Briey) va romandre sota França i, juntament amb els municipis del departament de Meurthe, formà el nou departament francès de Meurthe i Mosel·la.
Els territoris annexats incloïen no sols la part de parla alemanya de Lorena, amb Thionville, Boulay, Sarreguemines i Sarrebourg, on els habitants parlen platt, sinó també territoris on sempre s'havia parlat francès, com Metz o Saulnois, amb Château-Salins. Els districtes existents des de la Revolució van ser redistribuïts: el districte de Metz es va convertir en Stadkreis Metz i landkreis Metz. Finalment, el Bezirk Lothringen corresponengué a l'actual departament de Mosel·la. Juntament amb Alsàcia, va formar el Reichsland Elsass-Lothringen amb capital a Estrasburg. Així, va néixer el mite de les províncies perdudes, anomenades Alsàcia-Lorena, que en realitat corresponien a aquesta nova terra de l'Imperi o Reichsgebiet, les restes del qual romanen en la condició especial d'Alsàcia-Mosel·la. Quan la va esclatar la Primera Guerra Mundial, els mosel·lans es van incorporar a les tropes alemanyes i va haver de lluitar per l'imperi. Això explica l'especificitat dels monuments als caiguts en el departament, que sovint només porten la inscripció de pedra "els nostres morts" en lloc de la tradicional "morts per França".
Entre l'armistici de l'11 de novembre de 1918 i la promulgació del tractat de Versalles el 10 gener de 1920, Mosel·la fou legalment un territori ocupat per l'exèrcit francès. Quan el 1919 el tractat de Versalles va concedir a França els territoris perduts de Lorena, no va reconstituir els antics departaments, sinó que la "Bezirk Lothringen" es va convertir en el "nou" departament de Mosel·la, retenció dels antics districtes de Boulay-Moselle, Forbach, Metz, Sarreguemines i Thionville juntament amb els de Château-Salins i Sarrebourg, que abans de 1871 pertanyien al departament de Meurthe. El departament de Meurthe i Mosel·la es va mantenir sense canvis, mantenint el districte "Mosel·la" de Briey.
El 30% del departament es trobava entre la línia Maginot i la frontera alemanya. Durant el mes de setembre de 1939, el 45% de la població del departament (302.732 persones) van ser evacuades cap als departaments de Charente, Charente Marítim, Alta Viena, Viena i Alt Loira, que van acollir els menors d'edat. L'ordre d'evacuació per als pobles fronterers com Oberdorff es va donar a partir de l'1 de setembre. Dels aproximadament 300.000 evacuats, 200.000 van tornar després de la derrota.
Durant la Segona Guerra Mundial, tot i l'armistici de 22 juny 1940, el Mosel·la va ser de nou annexat il·legalment, sense previ avís, al juliol d'aquest any al Tercer Reich. No fou incorporat a Alsàcia, que va patir la mateixa sort, sinó que es va integrar en el Gau Westmark, la "marca de Ponent", incloent-hi també el Sarre i el Palatinat, amb capital a Saarbrücken. No obstant això, la importància de la població de parla francesa va portar el gauleiter Josef Bürckel a dur a terme expulsions en massa a França de tots els elements, anomenats "indesitjables", que no semblaven fidels. El bisbe de Metz, Joseph-Jean Heintz, expulsat des del mes d'agost, hi va ser la figura més emblemàtica. Aparentment millor tractats que els alsacians, el lorenesos expulsats es van felicitar per la seva sort quan els joves que havien quedat a Mosel·la van ser objecte de reclutament forçat a la Wehrmacht el 1942.
Igual que a la resta de França, es van organitzar diversos grups de resistència a l'annexió de facto, com va ser el cas del Grup Mario, dirigit pel mestre d'escola comunista Jean Burger "Mario", o el Grup Derhan format per gaullistes. Endemés dels Malgré-Nous, més de 10.000 mosel·lans, principalment treballadors, van ser deportats a camps de concentració als Sudets per oposar-se públicament a l'annexió el gener de 1943. Si bé els pobles fronterers foren alliberats a començaments de setembre de 1944, tot el territori mosel·là no ho fou fins que el XX cos de l'exèrcit estatunidenc del general Walton Walker va prendre Metz el 22 de novembre. Tanmateix, alguns pobles no foren alliberats fins al març de 1945.

## Cultura
El departament de Mosel·la no és homogeni culturalment, ja que es troba a cavall de les dues regions culturals que conformen la Lorena administrativa: la Lorena thiesa o Lorena alemanya (de parla germànica), i la Lorena francesa (de parla oïl). La frontera lingüística mosel·lana divideix el departament en dues parts gairebé iguals: a l'oest, el Mosel·la francòfon de Metz, i a l'est la Lorena germànica fronterera amb Alsàcia, Alemanya i el Gran Ducat de Luxemburg.
Metz i el Mosel·la francòfon s'identifica amb els seus veïns de Meurthe i Mosel·la i de Moisa per la cultura, l'arquitectura (excepte l'episodi que marca l'annexió de Metz a Alemanya) i el dialecte (el dialecte de Nancy és de la mateixa família que el de Metz, tots dos són dialectes llatins). La pseudofrontera "cultural" que separaria el Mosel·la llatí del Meurthe i Mosel·la és una il·lusió resultant de l'annexió de 1870.
Els etnòlegs i historiadors tracen la frontera lingüística a 25 quilòmetres a l'est de Metz. Aquesta frontera és força definida. A 10 quilòmetres a l'est de Courcelles-Chaussy (Kurzel), la comuna de Fouligny (Fillingen) correspon a l'última vila del Mosel·la francòfon abans d'arribar al Mosel·la germanòfon. Després de Fouligny, hi ha les comunes de Marange-Zondrange (Mëringen-Sonneringen), Zimming (Zéming) i Bambiderstroff (Bambidaschtroff). El canvi de toponímia és radical.